# Ambatillo
Ambatillo ist eine Ortschaft und eine Parroquia rural („ländliche Gemeinde“) im Kanton Ambato der ecuadorianischen Provinz Tungurahua. Die Parroquia besitzt eine Fläche von 12,5 km². Die Einwohnerzahl lag im Jahr 2010 bei 5243. 

## Lage
Die Parroquia Ambatillo liegt im Anden-Hochtal von Zentral-Ecuador im Nordwesten der Provinz Tungurahua. Ambatillo liegt auf einer Höhe von 3100 m etwa 5 km nordwestlich vom Stadtzentrum von Ambato. 
Die Parroquia hat eine Längsausdehnung in Nord-Süd-Richtung von 8,8 km.
Die Parroquia Ambatillo liegt zwischen den Parroquias Quisapincha im Westen und San Bartolomé de Pinllo im Osten.